# Chillania pusilla
Chillania es un género monotípico de plantas herbáceas perteneciente a la familia de las ciperáceas. Su única especie,: Chillania pusilla Roiv., es originaria de Chile.

## Taxonomía
Chillania pusilla fue descrita por Heikki Roivainen y publicado en Annales Botanici Societatis Zoologicae-Botanicae Fennicae "Vanamo" 4(7): 2. 1933.
Sinonimia
- Eleocharis uniflora O.Seberg[3]